# رايتشيل غرين (عالمة)
رايتشيل غرين هي أستاذة بارزة عضوة في (Bloomberg Distinguished Professorships) في علم الأحياء الجزيئي وعلم الوراثة في كلية بلومبرج في كلية الطب بجامعة جونز هوبكنز. يركز بحثها على الريبوسومات ووظيفتها في الترجمة.أيضًا كانت رايتشيل غرين محققًا في معهد هوارد هيوز الطبي منذ عام 2000.

## حياتها المبكرة و تعليمها
نشأت رايتشيل غرين بالقرب من كليفلاند (أوهايو)، حيث كانت والدتها هناك تعمل كمدرسة كيمياء.  نويت رايتشيل غرين دراسة الهندسة في الكلية لكنها غيرت تخصصها إلى الكيمياء و حصلت على البكالوريوس من جامعة ميتشيغان عام 1986. ثم حصلت على الدكتوراه في الكيمياء الحيوية من جامعة هارفارد عام 1992 في مختبر جاك سوستاك حيث درست الحمض النووي الريبي (RNA).

لوجو جامعة ميتشغان

ثم قامت بأبحاث ما بعد الدكتوراه في جامعة كاليفورنيا في سانتا كروز في مختبر هاري نولر بحثًا عن وظيفة الريبوسوم في (إشريكية قولونية)(E. coli).

لوجو جامعة كاليفورنيا في سانتا كروز UCSC

## مسارها الوظيفي

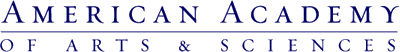
الأكاديمية الأمريكية للفنون والعلوم

- انضمت رايتشيل غرين إلى أعضاء هيئة التدريس في كلية الطب بجامعة جونز هوبكنز في عام 1998. [5]
- كانت أيضًا محققًا في معهد هوارد هيوز الطبي منذ عام 2000. [8]
- في عام 2007 أصبحت أستاذة كاملة (بروفيسورة) في جامعة جونز هوبكنز. [9]
- في عام 2012 تم انتخابها للأكاديمية الوطنية للعلوم[10]
- في عام 2017 تم انتخابها للأكاديمية الوطنية للطب [11] ،
- في عام 2019 تم انتخابها للأكاديمية الأمريكية للفنون والعلوم. [12]

## الابحاث
يركز مختبر غرين على تحديد الآليات الجزيئية التي تؤثر على دقة الترجمة في البكتيريا والخميرة والأنظمة حقيقية النواة. و بعد انضمامها إلى جامعة جونز هوبكنز كأستاذ مساعد في مسار الحيازة في عام 1998 ، بدأت التحقيقات في العوامل التي تتحكم في خطوة الانتقال في الترجمة، حيث يتحرك الريبوسوم إلى الأمام فوق الحمض النووي الريبي (mRNA) قبل إضافة الحمض الأميني التالي إلى النمو البروتين.  
ثم لاحقا، تم تقسيم بحث رايتشيل غرين إلى دراسات حول العوامل الجزيئية والآليات العالمية التي تؤثر على دقة الترجمة. على وجه الخصوص وجدت غرين وزملاؤها أن بعض النيوكليوتيدات في جزيئات نقل الحمض النووي الريبي (tRNA) تؤثر على قدرة الريبوسوم على تحديد واختيار الحمض الريبي النووي النقال الصحيح في كل خطوة من الترجمة. و تضمنت تحقيقات غرين في جوانب أخرى من مراقبة جودة الترجمة البحث في آليات وتأثيرات ترصد (mRNA )حيث تعرضت إلى تشوهه أو عدم وجود وظيفة من (mRNAs) ثم سببت التدهور. 

## حياتها الشخصية
زوج رايتشيل غرين هو (برندان كورماك)هو أيضًا عالم وراثة في جامعة جونز هوبكنز. و للزوجين 3 أطفال. 